# Харламово (Гусь-Хрустальный район)
Харламово — деревня в Гусь-Хрустальном районе Владимирской области России, входит в состав муниципального образования «Посёлок Великодворский».

## География
Деревня расположена на берегу речки Дандур в 7 км на запад от центра поселения посёлка Великодворский и в 53 км на юг от Гусь-Хрустального.

## История
В XIX — начале XX века деревня входила в состав Парахинской волости Касимовского уезда Рязанской губернии, с 1926 года — в составе Гусевского уезда Владимирской губернии. В 1859 году в селе числилось 15 дворов, в 1905 году — 43 двора, в 1926 году — 79 дворов.
С 1929 года деревня входила в состав Великодворского сельсовета Гусь-Хрустального района, с 1935 года — в составе Курловского района, с 1963 года — в составе Гусь-Хрустального района, с 1977 года — в составе Уляхинского сельсовета, с 2005 года — в составе муниципального образования «Посёлок Великодворский».

## Население
| 1859 | 1905 | 1926 | 2002 | 2010 | 2021 |
| ---- | ---- | ---- | ---- | ---- | ---- |
| 143  | ↗293 | ↗428 | ↘5   | ↘4   | ↘2   |